# SNK VS. CAPCOM SVC CHAOS
『SNK VS. CAPCOM SVC CHAOS』（エス・エヌ・ケイ バーサス カプコン エスブイシー カオス）は、SNKプレイモアが制作した2D対戦型格闘ゲーム。SNKとカプコンの間で結ばれた「両社の対戦型格闘ゲームのキャラクターをそれぞれ借り合う」というクロスライセンス契約によるプロジェクト「SNK VS. CAPCOM」の作品の1つ。2003年11月13日にネオジオ向けのロムカセットが発売され、同年12月25日にPlayStation 2で、2004年10月7日にはXboxで家庭用移植版が発売されている。
タイトル画面のロゴでは“SVC CHAOS”の表記の方が大きく、また位置でも上に来ており、タイトルコールのボイスも "SVC CHAOS SNK VS. CAPCOM" と呼んでいるが、メーカーが公式サイトなどの表記は常に『SNK VS. CAPCOM SVC CHAOS』であるため、記事名および本文はそれにならう。

## 概要
クロスオーバー作品の一つで、SNKとカプコン両社のキャラクターが登場する。操作性や基本的なルールが大きく異なるため、本作ではSNK寄りのシステムとなっており、対してカプコン作品で発売された『CAPCOM VS. SNK』シリーズではカプコン寄りのシステムとなっている。また、『魔界村』シリーズなどのアクションゲーム出身のキャラクターも登場した。キャラクターグラフィック（ドット絵）は、SNK側は基本的に『ザ・キング・オブ・ファイターズ』（以下『KOF』）シリーズから採用されており、SNK側のその他のキャラクターやカプコン側のキャラクターはそれに準拠した画風での描き下ろしになった。ゲーム中の効果音などは『KOF』のままではなく一新されている。すべてのモードにおける1対1の対戦で、対戦前にはすべての組み合わせで例外なくキャラクター同士による会話デモが行われる。
アーケード、家庭版ともにネットワーク機能には対応していない。
8方向レバーと4個のボタンで操作する。大部分のキャラクターは弱パンチ・弱キック・強パンチ・強キックだが、一部のキャラクターは出身ゲームに基づいた構成になっている。なお、カプコン側の6ボタン式ゲームからのキャラクターは、一部の技を削除したりレバー入れ技に割り振ったりして、4ボタン式のシステムに落とし込んでいる。
基本的なシステムや操作性は『KOF』シリーズに近い。ただし、通常投げが弱パンチと弱キックもしくは強パンチと強キックの同時押しという仕様になっており、『KOF』シリーズでは同じ入力で出た「緊急回避」「ふっとばし攻撃」は本作にはない。
走り続けるダッシュの代わりに『餓狼伝説』などのダッシュと似た「グランドステップ」が採用されている。グルーヴパワーゲージを消費するがガードキャンセルでも出せる。
本作のパワーゲージのシステムは「グルーヴパワーゲージシステム」と呼ばれ、ゲージは『ストリートファイターZERO』シリーズに似て3分割されている。このゲージが満タンになると表示が変化し「自動で減っていくゲージがなくなるまで超必殺技を出し放題、さらに「どこでもキャンセル」「スーパーキャンセル」が使用可能」な状態になるが、超必殺技を出したりキャンセルするとゲージの減少が速まり、制限時間を縮めてしまう。その状態が終了すると、2ゲージ分溜まった状態に戻る。
体力が半分以下になると使用できる「EXCEED」が全キャラクターに採用されたが、一度の対戦で1回しか使えない。
本作では特定の必殺技を発動する際の溜めコマンドの入力に関して独特の決まりがある。例として「一定時間下にタメてから上」というコマンドは、下方向から上方向へレバーを動かす途中で、必ずニュートラルポジションを通過しなくてはならない。家庭用ネオジオ版でもこの点はそのままだが、PS2版・Xbox版ではオプションでSNKプレイモアの従来の作品と同様の入力方式に変更できる。

## キャラクター

### 通常キャラクター
SNK side
草薙京 (KYO KUSANAGI)
声 - 野中政宏
『KOF'98』までと同じ学生服姿だが、『KOF2000』の超必殺技「百八拾弐式」が使えるほか、必殺技「荒咬み」と「毒咬み」の派生ルートは『KOF2001』に準拠している。
八神庵 (IORI YAGAMI)
声 - 安井邦彦
EXCEEDとして『KOF'96』でのエンディングを再現した返し技「血の暴走」が追加された。
テリー・ボガード (TERRY BOGARD)
声 - 橋本さとし
『餓狼伝説』時代（厳密には『KOF2002』まで）の衣装だが、『餓狼 MARK OF THE WOLVES』の超必殺技「バスターウルフ」が使える。EXCEEDとして追加された「ライジングビート」はギースの「デッドリーレイブ」と性質が似通っている。
不知火舞 (MAI SHIRANUI)
声 - 曽木亜古弥
個別エンディングに北斗丸が登場するが、アンディ・ボガードが見つからない上に北斗丸に出迎えを任せたアンディに対してさらに不満を募らせた舞に八つ当たりされる。
リョウ・サカザキ (RYO SAKAZAKI)
声 - 臼井雅基
本作では血の気の多い性格となっており、誰に対しても喧嘩腰になる。対リュウ戦のデモで「最強の虎」「貧乏」呼ばわりされて怒るシーンがある。
Mr.カラテ (Mr.KARATE)
声 - 津田英治
リョウの父親であるタクマ・サカザキのもう一つの姿。初代『龍虎の拳』以来の登場だが、性能面でのベースは『KOF2001』までのタクマとなっている。本作ではオープニングデモや対戦開始前など、全般的に豪鬼と対比した表現が多い。また、これまで設定上使えないとされていた必殺技「虎咆」が使用可能。
キム (KIM)
声 - 橋本さとし
実在の人物の名前を借用していた関係で（その時点での許可は得ていた）本作から2016年までのSNKプレイモア作品で下の名前が出なくなった。詳しくはキム・カッファンの項目を参照。
チョイ・ボンゲ (CHOI BOUNGE)
声 - モンスター前塚
衣装は『KOF'96』以降のものになっている。個別エンディングでは、チャン・コーハンと再会し帰路につく。アテナに敗北すると人面チンパンジーに変身させられる。
藤堂香澄 (KASUMI TODOH)
声 - 弓雅枝
衣装と髪型は『KOF'99』以降のものをベースとしているが、口調が『ART OF FIGHTING 龍虎の拳 外伝』でのぶっきらぼうなものになっている。個別エンディングでは父親の藤堂竜白も登場するが、彼女は気づかない。
色 (SHIKI)
声 - 南かおり
『サムライスピリッツ』シリーズから登場した3人のうち、彼女と幻十郎は通常技のボタンの構成が「弱斬り・中斬り・強斬り・蹴り」となっている。後に『ネオジオバトルコロシアム』に登場したアスラがこれをさらに発展させた形で受け継いでいる。レッドアリーマーに敗北すると『サムライスピリッツ』のキャラクターである巖陀羅に変身させられる。
牙神幻十郎 (GENJYURO KIBAGAMI)
声 - コング桑田
必殺技に「月華斬」が追加。EXCEEDには『天草降臨』の「怒り爆発」と「一閃」が用意された。
アースクェイク (EARTHQUAKE)
声 - 臼井雅基
鎌と分銅を握る手の左右が『サムライスピリッツ』とは逆になった。また、『サムライスピリッツ』シリーズの通常投げであった「スカンクバースト」（放屁攻撃）が、飛び道具の必殺技「ファットバースト」になっている。『サムライスピリッツ』からの登場キャラクターでは彼のみ通常技のボタンの構成が「弱パンチ・弱キック・強パンチ・強キック」のままである。

CAPCOM side
リュウ (RYU)
声 - 森川智之
『ストリートファイター』シリーズでは通常技の「くるぶしキック」が、本作では特殊技（レバー入力技）に変更された。
ケン (KEN)
声 - モンスター前塚
対テリー戦前のデモでは「同じニオイがする」と発言をする。香澄との対戦前デモではリョウと間違えられるが、すぐに香澄が謝罪した。
春麗 (CHUN-LI)
声 - 実川麻里
設定上は『ストリートファイターII』に近いが、「気功掌」などのモーションは『ストリートファイターIII』に準拠している。個別エンディングではソドムなどマッドギアのメンバーが登場する。対キム戦前のデモでは、キムの元で修行中の犯罪者であるチャンとチョイの引き渡しを要求している。
ガイル (GUILE)
声 - 西川たけのすけ
超必殺技「サマーソルトスラッシュ」は本作オリジナルの技。｢サマーソルトストライク｣との違いは最後に蹴り落としがある。
ダルシム (DHALSIM)
声 - や乃えいじ
『ストリートファイターEX』シリーズでのスーパーコンボ「ヨガレジェンド」がEXCEEDとして使用可能。また、スーパーコンボに「ヨガドリルアタック」も追加されている。
豪鬼 (GOUKI)
声 - 西村知道
EXCEEDの「瞬獄殺」は原作と違い、ガード中の相手を掴めなくなっている。
ベガ (VEGA)
声 - 若本規夫
『ストリートファイターZERO3』の最終ボスであるファイナルベガが使用したスーパーコンボ「ファイナルサイコクラッシャー」がEXCEEDとして使用可能。個別エンディングにはユーリとユーニも登場する。
サガット (SAGAT)
声 - 水津浩志
テリーとの対戦前デモでは、彼からジョー・ヒガシに間違えられる。
バルログ (BALROG)
声 - 成金屋清富
原作と違い、攻撃を受けても爪や仮面は外れない。EXCEED「レッドインパクト」では巨大な赤薔薇が出現。レッドアリーマーに敗北すると『魔界村』に登場するフライングナイトに変身させられる。
M.バイソン (M.BISON)
声 - 長代聡之介
必殺技「ワイルドスマッシュ」とEXCEED「アルティメットスマッシュ」は本作オリジナルの技。
タバサ (TABASA)
声 - 佐久良貴恵
『ウォーザード』に登場するキャラクターで、カプコン側の通常キャラクターの中で唯一『ストリートファイター』シリーズ以外のキャラクターでもある。
ヒューゴー (HUGO)
声 - 高木渉
『ストリートファイターIII』シリーズの登場キャラクター。デモ関係では相棒のポイズン（声 - 弓雅枝）のほうが台詞が多い。対戦前デモなどで包が出てくることがある。レッドアリーマーに敗北すると『魔界村』に登場する一角獣に変身させられる。

### 乱入キャラクター
アーケード版では、隠しコマンドを入力することで使用可能。
SNK side
ギース・ハワード (GEESE HOWARD)
声 - コング桑田

必殺技「烈風拳」「ダブル烈風拳」は、単発で出した場合とキャンセルで出した場合とで性能が変化する。個別エンディングではビリー・カーン、リッパー、ホッパーが登場し、シャドルーを乗っ取る描写がある。
マーズピープル (MARS PEOPLE)

アクションシューティングゲーム『メタルスラッグ』シリーズの敵キャラクター。個別エンディングでは大規模な侵略行動を開始している。その際にマルコ、ターマ、エリ、フィオが登場する。
ゲーニッツ (GOENITZ)
声 - 島よしのり

『KOF'96』の最終ボスで、オロチ四天王の一人。個別エンディングでは『KOF'96』の中ボスであった神楽ちづるが登場する。
新技として必殺技「СИНАОИХАНА СЭИРАН（しんあおいはな せいらん）」と超必殺技「ФУУДЗИН ИБУКИ（ふうじん いぶき）」が追加されている。

CAPCOM side
デミトリ・マキシモフ (DEMITRI MAXIMOFF)
声 - 檜山修之

『ヴァンパイア』シリーズのキャラクターで、対戦型格闘ゲームのキャラクターとしては本作が初の外部出演。相手を女性に変身させて吸血する「ミッドナイトブリス」は今作でも健在。グラフィックに変更が加えられ、『ヴァンパイア』時代より一回り体が大きくなり、ダウン時には背中に翼を生やした悪魔のような吸血鬼本来の姿になる。
ロックマンゼロ (ROCKMAN ZERO)
声 - 風間勇刀

アクションゲーム『ロックマンゼロ』シリーズの主人公。原作での本来のキャラクター名称はロックマンの付かない「ゼロ」であり、本作の公式サイトでも当初は単に「ゼロ」として紹介されていたが、後に「ロックマンゼロ」の表記に改められた（ゲーム内での表記は変更されておらず「ゼロ」や「ZERO」のまま）。対戦前デモでは『ゼロ』シリーズのキャラクターであるシエルの台詞も出る場合があり、乱入キャラクターかつボスキャラクターの対戦前デモでは「WARNING」の文字の演出がされている。レッドアリーマーに敗北すると『超魔界村』に登場するミミックへ変身させられる。個別エンディングでは『ロックマンX』シリーズの主人公であるエックスが名前のみ登場する。
火引弾 (DAN HIBIKI)
声 - 細井治

『ストリートファイターZERO』の隠しキャラクターとして初登場した「サイキョー流」の使い手。
本作オリジナル技として、必殺技「我道翔吼拳」「究極天地我道突き」が加えられたうえ、EXCEED「漢道」が使用可能。中でも「漢道」は極めて強力。レッドアリーマーに敗北すると魔物や妖怪にはされずに、顔が青ざめる。

### 中ボス
乱入キャラクターと同じく、アーケード版では隠しコマンドを入力することで使用可能。
ツキノヨルオロチノチニクルフイオリ (IORI YAGAMI)
声 - 安井邦彦
『KOF'97』の中ボスの一人で、庵がオロチの血で暴走した姿。
ステージ6の相手がカプコンキャラクターの場合、ステージ7に中ボスとして登場する。
本作オリジナルのEXCEED「???!」は『KOF'97』の三種の神器チームエンディングを彷彿させる技で、後に『KOF2003』以降では「三神技之弐」として使われるようになった（ただし前者は投げ技であり、後者は打撃技である）。個別エンディングではヘビィ・D!とラッキー・グローバーが登場する。
洗脳されたケン (VIOLENT KEN)
声 - モンスター前塚
ケンがベガのサイコパワーに冒された姿。
ステージ6の相手がSNKキャラクターの場合、ステージ7に中ボスとして登場する。
本作オリジナルの移動系必殺技「羅刹脚」が追加されているほか、『ストリートファイターEX』シリーズのメテオコンボ「九頭龍裂破」を超必殺技として使う。EXCEEDは本作オリジナルの「神武滅殺」。

### 最終ボス
家庭用ネオジオ版・PS2版・Xbox版・Steam版・Switch版・PS4版・GOG.com版のみ使用可能。
本気になったMr.カラテ (Mr.KARATE)
声 - 津田英治
ステージ7の相手が暴走庵であった場合、必ずその後にボスとして登場する。
必殺技「虎煌拳」が『KOF2002』と同様、手から見えない気弾を飛ばす技（ただし射程はかなり長くなっている）になっている。また、本来（通常キャラクター）のものより威力は低めだが「覇王至高拳」「超覇王至高拳」「極限虎咆」「鬼神撃」など超必殺技級の技をグルーヴパワーゲージを消費しない通常必殺技として使用するほか、グルーヴパワーゲージを溜める「気力溜め」には飛び道具を掻き消す効果があり、EXCEED「超龍虎乱舞」はガード不能技であるなど、非常に高い性能を有する。勝利ポーズの一つでは初代『龍虎の拳』での「「覇王翔吼拳」を会得しない限り自分を倒すことはできない」という趣旨の台詞を口にする。家庭用で追加された個別エンディングではリー・パイロンが登場し、「虎咆」の打ちすぎによって古傷を痛めてしまった彼を心配する描写がある。

真・豪鬼 (SHIN-GOUKI)
声 - 西村知道
ステージ7の相手が洗脳ケンであった場合、必ずその後にボスとして登場する。
通常キャラクターの豪鬼より威力は低めだが「滅殺豪波動」「滅殺豪昇龍」「天魔豪斬空」などの超必殺技をグルーヴパワーゲージを消費しない通常必殺技として使用する（本気カラテと違い、こちらは画面暗転の演出も入る）が、「瞬獄殺」だけはグルーヴパワーゲージが必要な超必殺技になっている。「瞬獄殺」は、移動投げとなっている通常の豪鬼のものとは異なり、ガード不能の打撃技となっているため連続技に組み込める。EXCEEDは『CAPCOM VS. SNK 2』の神・豪鬼がLV.3専用スーパーコンボとして使用する「禊」で、本作では威力が落ちている代わりにガード不能技となっている。『ストリートファイターZERO』シリーズとは異なり、髪の色が白色になっていたり、前述の「禊」が追加されているなど、全体的に神・豪鬼に近い性質になっている。

### 隠しボス
PS2版・Xbox版・Steam版・Switch版・PS4版・GOG.com版のみ使用可能。
それぞれにかなり厳しい出現条件があるが、この隠しボスを倒さないと各キャラクターの個別エンディングは見られない。なお、どちらのボスを倒したかでエンディングが変化するキャラクターがいる。ここで負けてしまうとコンティニューできず、どちらのボスの出現条件も満たさずにステージ8を終えた場合と同じく、共有バッドエンディングに移行する。
また、いずれも家庭用で追加された個別エンディングは存在せず、強制的にバッドエンディング扱いとなる。
アテナ (ATHENA)
声 - 伊藤望恵

アクションゲーム『アテナ』の主人公で、『サイコソルジャー』および『KOF』シリーズの麻宮アテナの先祖。原作ではビクトリー王国の王女という設定だが、本作では天界の守護者として登場する。天界に足を踏み入れたという理由だけで相手を排除しようとするなど、かなり一方的かつ傍迷惑な性格となっている。
様々な天界の獣を召喚して攻撃させるオリジナルの必殺技の他、人魚に変身したり弓矢やモーニングスターで攻撃したりと、原作における様々な攻撃手段を再現した必殺技を使用する。倒した相手を動物に強制変身させる独特の勝利演出を持つ。
彼女のバックストーリーのみ、後日談的な形で『ネオジオバトルコロシアム』に続いており、ストーリー上はこの後、地上に降ろされてWAREZ主催の格闘大会に出場することになる。

レッドアリーマー (RED ARREMER)
声 - 成金屋清富

アクションゲーム『魔界村』シリーズに登場する敵モンスターの一体で、『レッドアリーマー 魔界村外伝』の主人公である赤い悪魔。ガード不能のヘルハンター (地上・空中) の突撃技を繰り出したり、炎の弾を吐いたり、ガード不能のEXSEED「サパータイム」を繰り出したり、様々な『魔界村』の敵モンスターを召喚したりして戦う。倒した相手を魔物や妖怪に強制変身させる独特の勝利演出を持つ。

## ステージ
- ノーマル ステージ（Normal Stage）
  - Green of forest
  - Nude Place
  - Power generation room
  - Crystal shrine
  - Factory abandoned
  - Station obsolete
- ボス ステージ（Boss Stage）
  - Blockade space（暴走庵 or 洗脳ケン）
  - Guardian-dogs temple（本気カラテ or 真・豪鬼）
  - The village in the maniac world（A secret stage）
  - ATHENA's holy world（A secret stage）

## オリジナル サウンドトラック
- SNK VS. CAPCOM SVC CHAOS ORIGINAL SOUNDTRACK
  - 2003年11月6日にソニー・ミュージックディストリビューションより発売された。
  - JAN 4976219649599、ASIN B0000CD860

## 家庭用
NEOGEO版　
2003年11月13日発売
MVS版と同じく、コマンド入力で乱入キャラクター6人と中ボスキャラクター2人が使用可能。さらにMVS版では使用できない2人の最終ボスも使用できるが、隠しボスであるアテナとレッドアリーマーは使用できない。

PS2版
通常版 2003年12月25日発売
SNKベストコレクション 2005年3月17日発売
乱入キャラクター6人・中ボスキャラクター2人・最終ボス2人に加えて、条件で隠しボス2人が使用可能。サバイバルモードとギャラリーモードが搭載されている。

Xbox版　
2004年10月7日発売
サバイバルモードとギャラリーモードに加えて、カラーエディットモードが搭載されている。ラウンドコールのボイスが変更されている。Xbox Liveによる通信対戦にも対応。オマケで4種（ネオジオ、PS2、Xboxのそれぞれのパッケージイラストとキャラクター総登場）のポストカードがついていた。

Steam、Nintendo Switch、PlayStation 4、GOG.com版
2024年7月21日発売（Steam）
2024年7月22日発売（Nintendo Switch、PlayStation 4、GOG.com）
乱入キャラクター6人・中ボスキャラクター2人・最終ボス2人に加え、隠しボス2人も最初から使用可能。オンライン対戦ではロールバックやトーナメントモードを新たに実装。「当たり判定表示機能」やギャラリーモードも搭載。

## 関連作品
- SNK側作品
  - 『SNK VS. CAPCOM 激突カードファイターズ』シリーズ - 対戦型格闘ゲームではないが、クロスライセンス契約によるSNK VS. CAPCOMシリーズの1作目にあたる。『2』まではネオジオポケットで発売されたが、最新作はニンテンドーDSで発売されている。
    - 『SNK VS. CAPCOM 激突カードファイターズ』
    - 『SNK VS. CAPCOM 激突カードファイターズ2 EXPAND EDITION』
    - 『SNK VS. CAPCOM カードファイターズDS』

  - 『頂上決戦 最強ファイターズ SNK VS. CAPCOM』 - SNK VS. CAPCOMシリーズの2作目にして、対戦型格闘ゲームとしては最初の作品。ネオジオポケットカラーで発売された。キャラクターのグラフィックは3頭身にデフォルメされたコミカルなもの。
- カプコン側作品
  - 『CAPCOM VS. SNK』シリーズ - カプコンの制作した格闘ゲーム。アーケードゲームとして発売され、ドリームキャスト、PlayStation、PlayStation 2、ニンテンドー ゲームキューブ、Xboxに移植された。『1』では（『SNK VS. CAPCOM』と同様）カプコン側のキャラクターの通常技を削減して4ボタン制を採用したが、『2』では逆にSNK側のキャラクターに技を増やして6ボタン制となった。ゲームキューブ版、Xbox版はイージーオペレーションシステムを導入している。
    - 『CAPCOM VS. SNK MILLENNIUM FIGHT 2000』
    - 『CAPCOM VS. SNK 2 MILLIONAIRE FIGHTING 2001』

  - 『ストリートファイター アートワークス 覇』 -  画集。2009年発売。このゲームに使われたFALCOONとノナのイラスト作品[注釈 1]が収録されている。

## 書籍
- 『エンターブレインムック ARCADIA EXTRA Vol. 12 SNK VS. CAPCOM SVC CHAOS EXTREME ENCOUNTER』 ISBN 4-7577-1618-4 エンターブレイン 2003年9月30日